# N. Katherine Hayles

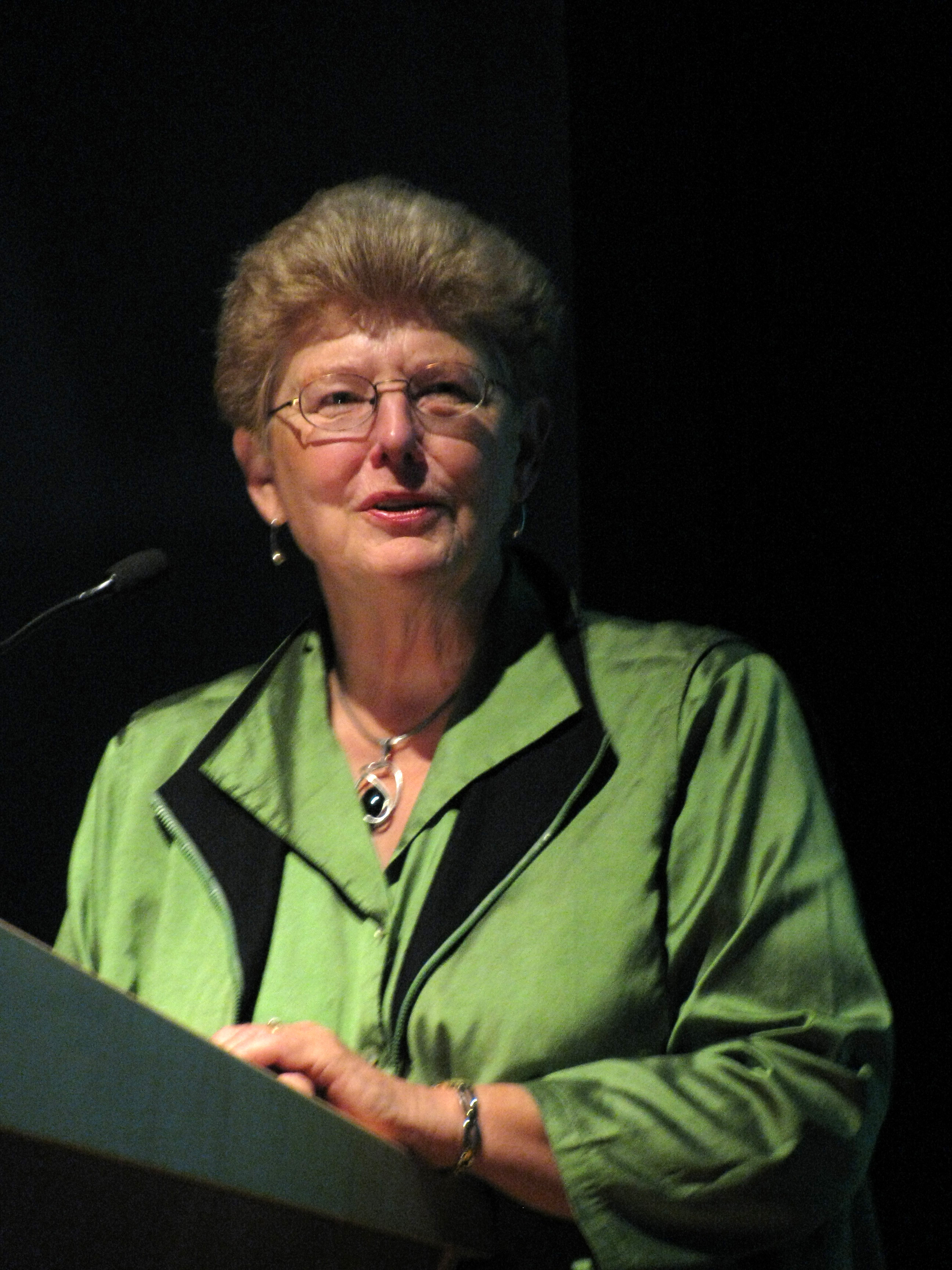
Katherine Hayles

Nancy Katherine Hayles (* 16. Dezember 1943 in St. Louis, Missouri) ist eine US-amerikanische Professorin und Literaturwissenschaftlerin. Sie ist Forschungsprofessorin der University of California, Los Angeles, und emeritierte James B.-Duke-Professorin der Duke University in Durham, North Carolina für Literatur und Englisch. Besondere Aufmerksamkeit erhielt ihre Forschung im Bereich von Kybernetik und Technikgeschichte und insbesondere mit ihrem Buch How We Became Posthuman. Virtual Bodies in Cybernetics, Literature and Informatics.

## Leben
Hayles wurde in St. Louis, Missouri, geboren. Sie erhielt ihren Bachelor in Chemie vom Rochester Institute of Technology im Jahr 1966 und ihren Master, ebenfalls in Chemie, vom California Institute of Technology im Jahr 1969. Sie arbeitete als Forschungschemikerin bei der Xerox Corporation und war als Beraterin bei der Beckman Instrument Company tätig. Hayles wechselte daraufhin ihr Fachgebiet und erhielt ihren Master in englischer Literatur von der Michigan State University im Jahr 1970. Promoviert wurde sie 1977 an der University of Rochester.
Zu ihren Abschlüssen in den verschiedenen Disziplinen sagt Hayles selbst: „Ich habe mich schon immer für Wissenschaft und Literatur interessiert und war fasziniert von dem Zusammenspiel zwischen beidem. [...] Ich […] promovierte in Literatur und begann, die Verbindungen zwischen Wissenschaft, Literatur und Medien zu studieren.“
Hayles hat an der University of Iowa, der Cal Tech und am Dartmouth College gelehrt.

## Werk
Hayles‘ Forschung konzentriert sich auf das Verhältnis von Literatur, Wissenschaft und Technologie im 20. und 21. Jahrhundert. Sie ist bekannt für ihre Forschung im Bereich des Posthumanismus.

### How We Became Posthuman
„Here, at the inaugural moment of the computer age, the erasure of embodiment is performed so that "intelligence" becomes a property of the formal manipulation of symbols rather than enaction in the human life-world.“
In einer von DNA-Computern und künstlicher Intelligenz geprägten Welt werden Informationen körperlos, so Hayles‘ These. In How We Became Posthuman untersucht Hayles die Frage nach Körpern und Verkörperung im Informationszeitalter. Die Unterscheidung zwischen „human“ und „posthuman“ ist laut Hayles mit verschiedenen Sichtweisen auf die Frage verbunden, was „menschlich“ ist und welche Rolle dieses Konzept in einer Weltsicht spielt. Innerhalb dieses Rahmens ist „menschlich“ mit den aufklärerischen Vorstellungen des liberalen Humanismus verbunden, einschließlich seiner Betonung des „natürlichen Selbst“ und der Freiheit des Individuums. Umgekehrt hebt das Posthumane die Vorstellung eines „natürlichen“ Selbst auf und entsteht, wenn menschliche Intelligenz in Zusammenarbeit mit intelligenten Maschinen tritt. Laut Hayles privilegiert die posthumane Sichtweise Information über Materialität. Der Körper wird nur als materielle „Prothese“ für den Geist angesehen. Diese Idee des Posthumanen knüpft an die Kybernetik und des „Cyborgs“ an, einem kybernetischen Organismus, in dem Mensch und Maschine miteinander verbunden werden.

## Rezeption
Hayles hat für ihre Arbeit nicht nur im akademischen Bereich Anerkennung erhalten, sondern prägt mit ihrer Forschung auch gesellschaftliche Debatten. Hanna Engelmeier rezensiert auf soziopolis.de Hayles neuestes Buch Postprint. Books and Becoming Computational und nennt die dort vorgeschlagenen Konzepte „sehr dicht und theoretisch voraussetzungsreich“.

## Auszeichnungen
Hayles hat mehrere Preise und Auszeichnungen erhalten, u. a.:
- 1991: Fellowship, John Simon Guggenheim Memorial Foundation
- 1991: External Faculty Fellowship, Stanford Humanities Center
- 1997: Distinguished Scholarship Award der IAFA Awards
- 1999: Bellagio Residential Fellowship, Rockefeller Foundation
- 2000: René Wellek Prize, American Comparative Literature Association
- 2001: Eaton Award
- 2003: Susanne E. Langer Award
- 2013: Lifetime Achievement Award, Society for Literature, Science and the Arts
- 2013: Pilgrim Award
- 2015: Fellowship, Institute for Advanced Studies, University of Durham
- 2015: Mitglied der American Academy of Arts and Sciences[12]
- 2015: Auswärtiges Mitglied der Academia Europaea[13]

### Monografien
- Unthought: The Power of the Cognitive Nonconscious. University of Chicago Press, 2017. ISBN 978-0-226-44788-9.
- How We Think: Digital Media and Contemporary Technogenesis. Chicago: University of Chicago Press, 2012. ISBN 978-0-226-32142-4.
- Electronic Literature: New Horizons for the Literary. Notre Dame: University of Notre Dame Press, 2008. ISBN 978-0-268-03085-8.
- My Mother Was a Computer: Digital Subjects and Literary Texts. Chicago: University of Chicago Press, 2005. ISBN 978-0-226-32148-6.
- Writing Machines. Cambridge: MIT Press, 2002.
- How We Became Posthuman: Virtual Bodies in Cybernetics, Literature, and Informatics. Chicago: University of Chicago Press, 1999.
- Chaos and Order: Complex Dynamics in Literature and Science. Chicago: University of Chicago Press, 1991.
- Chaos Bound: Orderly Disorder in Contemporary Literature and Science. Ithaca: Cornell University Press, 1990.
- The Cosmic Web: Scientific Field Models and Literary Strategies in the Twentieth Century. Ithaca: Cornell University Press, 1984.